# Войково (Вармінсько-Мазурське воєводство)
Войково (пол. Wojkowo, нім. Heinrichsdorf) — село в Польщі, у гміні Біштинек Бартошицького повіту Вармінсько-Мазурського воєводства.
Населення — 171 особа (2011).
У 1975-1998 роках село належало до Ольштинського воєводства.

## Демографія
Демографічна структура станом на 31 березня 2011 року:
|          | Загалом | Допрацездатний вік | Працездатний вік | Постпрацездатний вік |
| -------- | ------- | ------------------ | ---------------- | -------------------- |
| Чоловіки | 83      | 19                 | 59               | 5                    |
| Жінки    | 88      | 23                 | 53               | 12                   |
| Разом    | 171     | 42                 | 112              | 17                   |